# Changqing (köpinghuvudort i Kina, Jiangsu Sheng, lat 32,26, long 120,45)
Changqing är en köpinghuvudort i Kina. Den ligger i provinsen Jiangsu, i den östra delen av landet, omkring 160 kilometer öster om provinshuvudstaden Nanjing. Antalet invånare är 40 376. Befolkningen består av 21 297 kvinnor och 19 079 män. Barn under 15 år utgör 14,0 %, vuxna 15-64 år 68 %, och äldre över 65 år 17,0 %.
Runt Changqing är det tätbefolkat, med 819 invånare per kvadratkilometer. Närmaste större samhälle är Changjiang, 19,7 km sydost om Changqing. Trakten runt Changqing består till största delen av jordbruksmark.
Genomsnittlig årsnederbörd är 1 284 millimeter. Den regnigaste månaden är juli, med i genomsnitt 239 mm nederbörd, och den torraste är januari, med 34 mm nederbörd.